# Iglesia católica en Argentina

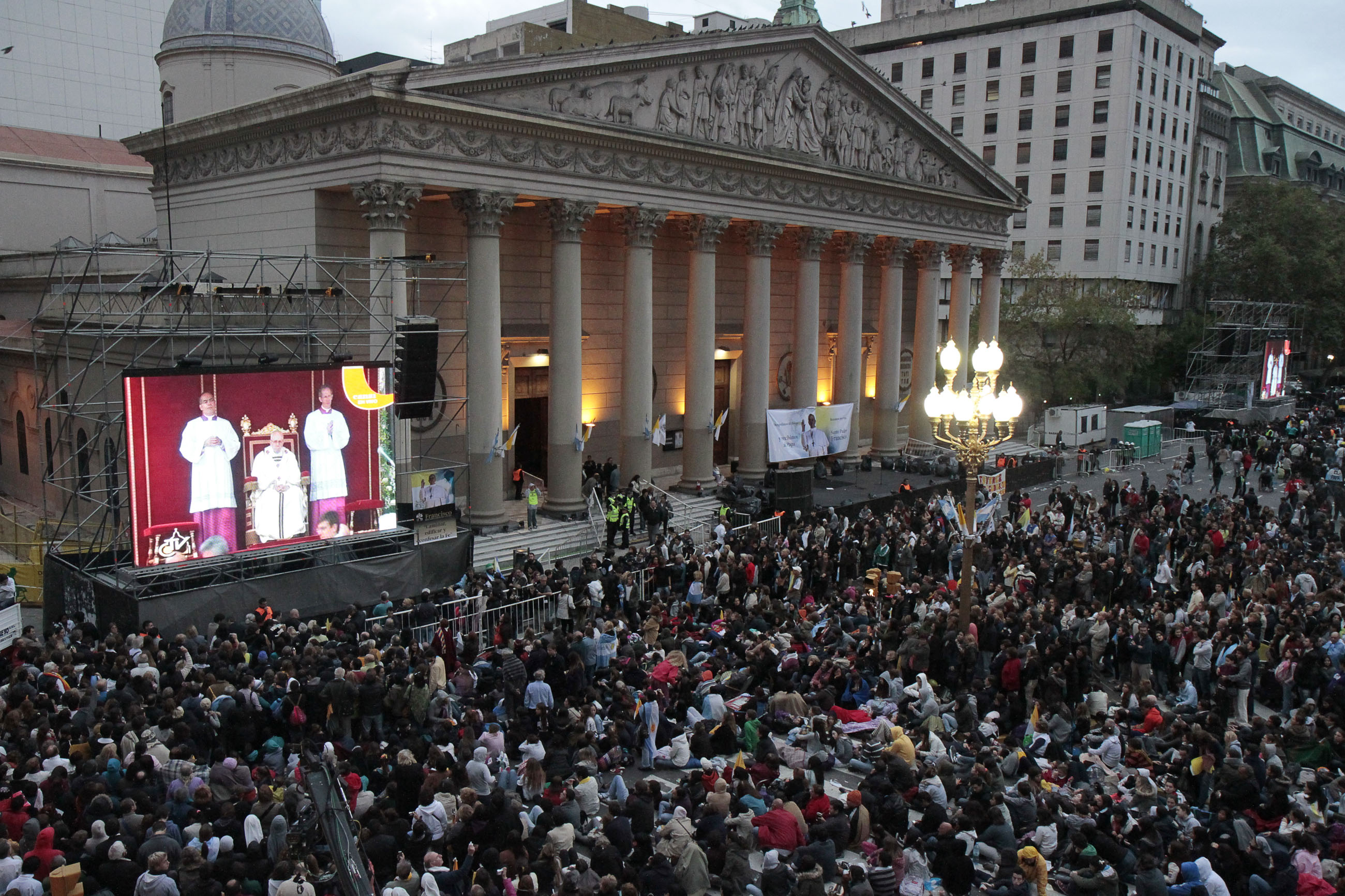
Fieles católicos afuera de la catedral metropolitana de Buenos Aires durante la transmisión de una misa del papa Francisco, de nacionalidad argentina

La Iglesia católica está presente en Argentina, en donde se estima que cuenta con casi 29 millones de fieles, aproximadamente el 62,9% de la población. La Iglesia católica en Argentina se estructura en 14 provincias eclesiásticas (cada una encabezada por una arquidiócesis metropolitana), 48 diócesis sufragáneas y 4 prelaturas territoriales, cada una a cargo de un obispo (o arzobispo). También existe un ordinariato militar que tiene jurisdicción personal sobre militares argentinos y algunas fuerzas federales de seguridad. Este ordinariato es el obispado castrense de Argentina.
Desde 2024, el Primado de la Argentina es el Arzobispo de Santiago del Estero, Vicente Bokalic Iglic. Debido a que el papa Francisco decidió el traslado de la Sede Primada de la arquidiócesis de Buenos Aires a la diócesis de Santiago del Estero al mismo tiempo que la elevó a arquidiócesis.

## Historia

### Colonización española y organización nacional (1537-1930)

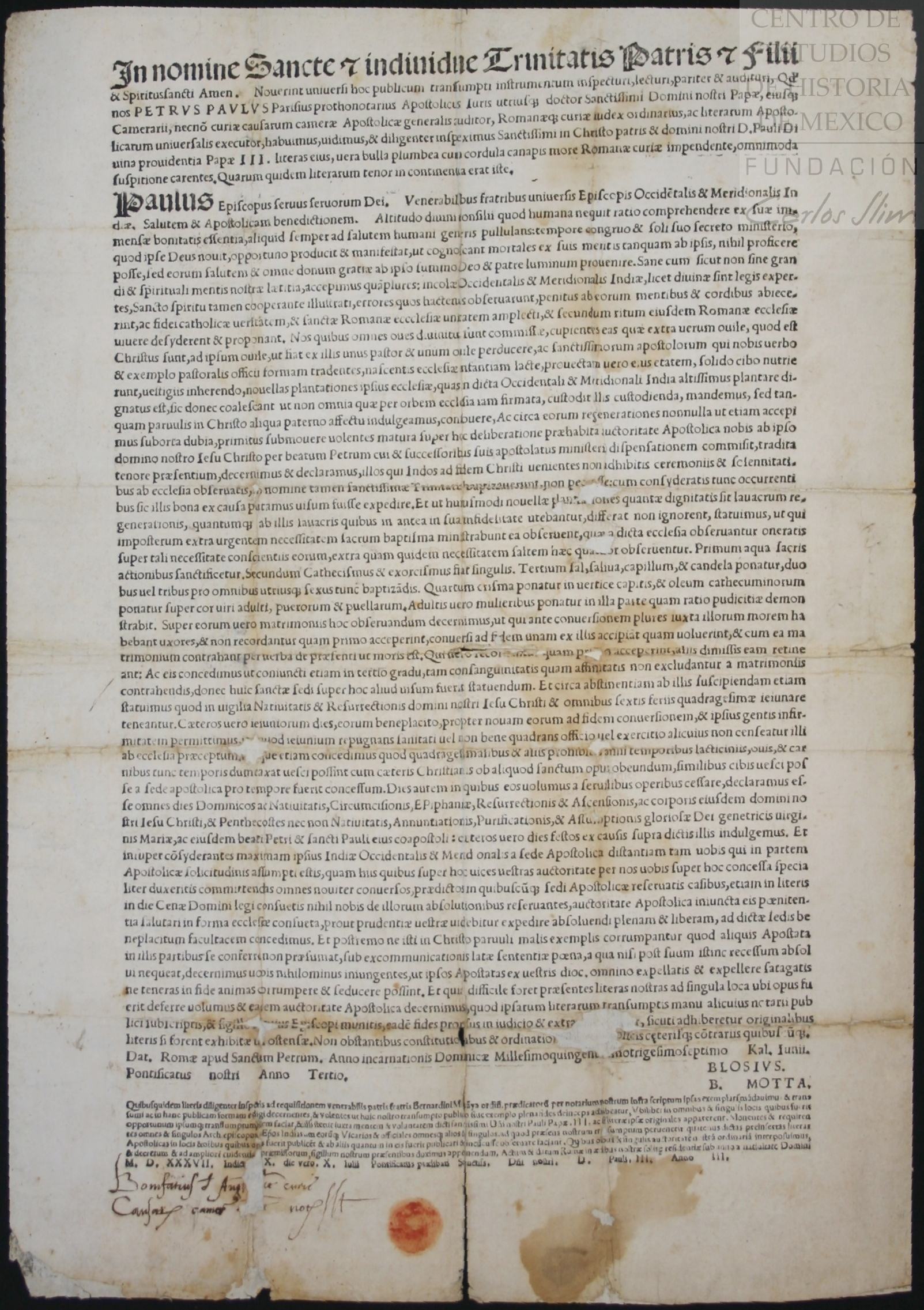
Bula del Papa Pablo III Altitudo Divini Consilii, defendiendo la libertad de los indígenas

Con la bula del papa Pablo III Sublimis Deus de 1537, en donde estableció el derecho a la libertad de los indígenas de las Indias, la prohibición de someterlos a esclavitud y la conveniencia de predicar entre ellos la doctrina cristiana, el Imperio español creó el servicio social religioso en los virreinatos españoles en América del Sur, incluyendo el territorio que más tarde se convertiría en la actual República Argentina. Hubo un gran contraste entre la colonización española, la  colonización anglosajona y francesa en América. En el Imperio español la unidad social se concebía a través de la unidad de la fe de la Iglesia católica.
A comienzos de 1537 el obispo de Tlaxcala, Virreinato de Nueva España, actual México, el dominico fray Julián Garcés, escribirá su carta al papa Pablo III donde explica que los españoles, antes de conocer a Cristo, también eran paganos y que los indios eran personas que, por no conocer la fe de Jesucristo, no merecían recibir un trato discriminatorio y que simplemente debían recibir instrucción cristiana.
El papa proclama su bula el 2 de junio de 1537.

«todas las gentes que en el futuro llegasen al conocimiento de los cristianos, aunque vivan fuera de la fe cristiana, pueden usar, poseer y gozar libre y lícitamente de su libertad y del dominio de sus propiedades, que no deben ser reducidos a servidumbre y que todo lo que se hubiese hecho de otro modo es nulo y sin valor, asimismo declaramos que dichos indios y demás gentes deben ser invitados a abrazar la fe de Cristo a través de la predicación de la Palabra de Dios y con el ejemplo de una vida buena, no obstando nada en contrario»
(Carta de fray Julián Garcés OP, al Papa Paulo III).

Entre 1582 y 1583 se lleva a cabo el primer concilio provincial de Lima, en donde se decide hacer misiones y servicios pastorales, de esta forma, se termina organizando y afianzando la Iglesia católica en lo que más tarde sería territorio argentino. El concilio de Lima permite que en años posteriores se comience con las misiones jesuíticas guaraníes con el objetivo de evangelizar a dichos pueblos.

### Revolución de Mayo

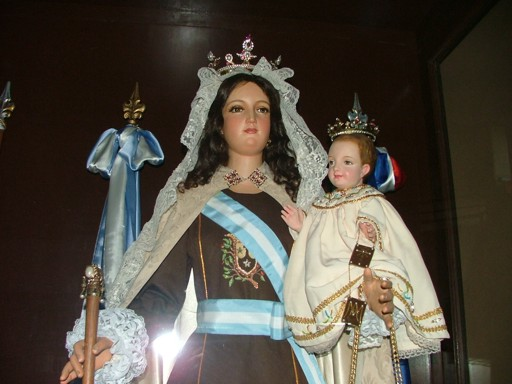
Virgen del Carmen de Cuyo es una advocación mariana. Fue declarada por el General San Martín como patrona y generala del Ejército de los Andes

La religiosidad católica que profesaba José de San Martín, como también el político Manuel Belgrano, hace que el territorio argentino luego de la revolución de Mayo tenga los valores del catolicismo. Según los historiadores, la relación iglesia y Estado argentino comienza realmente con la revolución de Mayo y la independencia del Perú, que le pone fin al virreinato español en América del Sur.
Tras la Revolución de Mayo en 1810 primero, y, luego con la independencia de España en 1816 existieron desacuerdos dentro de la élite gobernante nacional sobre el grado de influencia de la iglesia en el país. Sin querer ofender a España, el papado condenó las revoluciones de América del Sur y creando una relación contenciosa con la Nación Argentina en ciernes que terminará resolviéndose definitivamente en 1966 con el concordato entre la República Argentina y la Santa Sede.

### Reforma eclesiástica de Rivadavia
Entre 1820 y 1824 gobernó Buenos Aires Martín Rodríguez, cuyo ministro Bernardino Rivadavia impulsó una reforma eclesiástica modernizando un sector de la sociedad que no había tenido cambios desde la época anterior a la Revolución de Mayo. Esta reforma incluyó la supresión de los diezmos, el traspaso al Estado de algunos de los bienes de las órdenes religiosas, como los del Santuario de Luján, de los de la Hermandad de Caridad, del Hospital de Santa Catalina y otros. En oposición a la reforma el 19 de marzo de 1823 estalló la «Revolución de los Apostólicos» encabezada por Gregorio García de Tagle en la que participaron ilustres ciudadanos como Domingo Achega, Mariano Benito Rolón, Ambrosio de Lezica, entre otros.
Los despojos arbitrarios y unilaterales de la administración de Rivadavia junto con el rol de la Iglesia católica en la génesis de la nacionalidad argentina son causa de la reparación histórica que fundamenta el actual sostenimiento del culto católico en la Argentina, reglamentado por la Ley 21.540 sobre la «Asignación a determinados dignatarios pertenecientes al Culto Católico Apostólico Romano».

### Relación a partir de la Organización Nacional
De todas formas se estableció en la primera Constitución de la Nación Argentina, promulgada por el partido unitario en 1819, en el artículo 1. En la de 1826,  también modificada por el partido unitario y luego en la constitución del año 1853, en su artículo 2, -aún vigente con sus modificaciones- reserva un lugar especial para la Iglesia católica, religión mayoritaria entre la población.
Durante las guerras por la independencia, el Estado confiscó muchos bienes de los templos para sostener a los ejércitos. Por esta razón, al redactarse la Constitución de 1853 se reconoce esa deuda en el mencionado artículo 2.
Las relaciones iglesia-estado en el siglo XIX se caracterizaron por una serie de conflictos entre el gobierno argentino y la iglesia sobre las cuestiones de la educación laica obligatoria, el matrimonio civil y el nombramiento gubernamental de las autoridades religiosas.

### Primera mitad delsigloXX

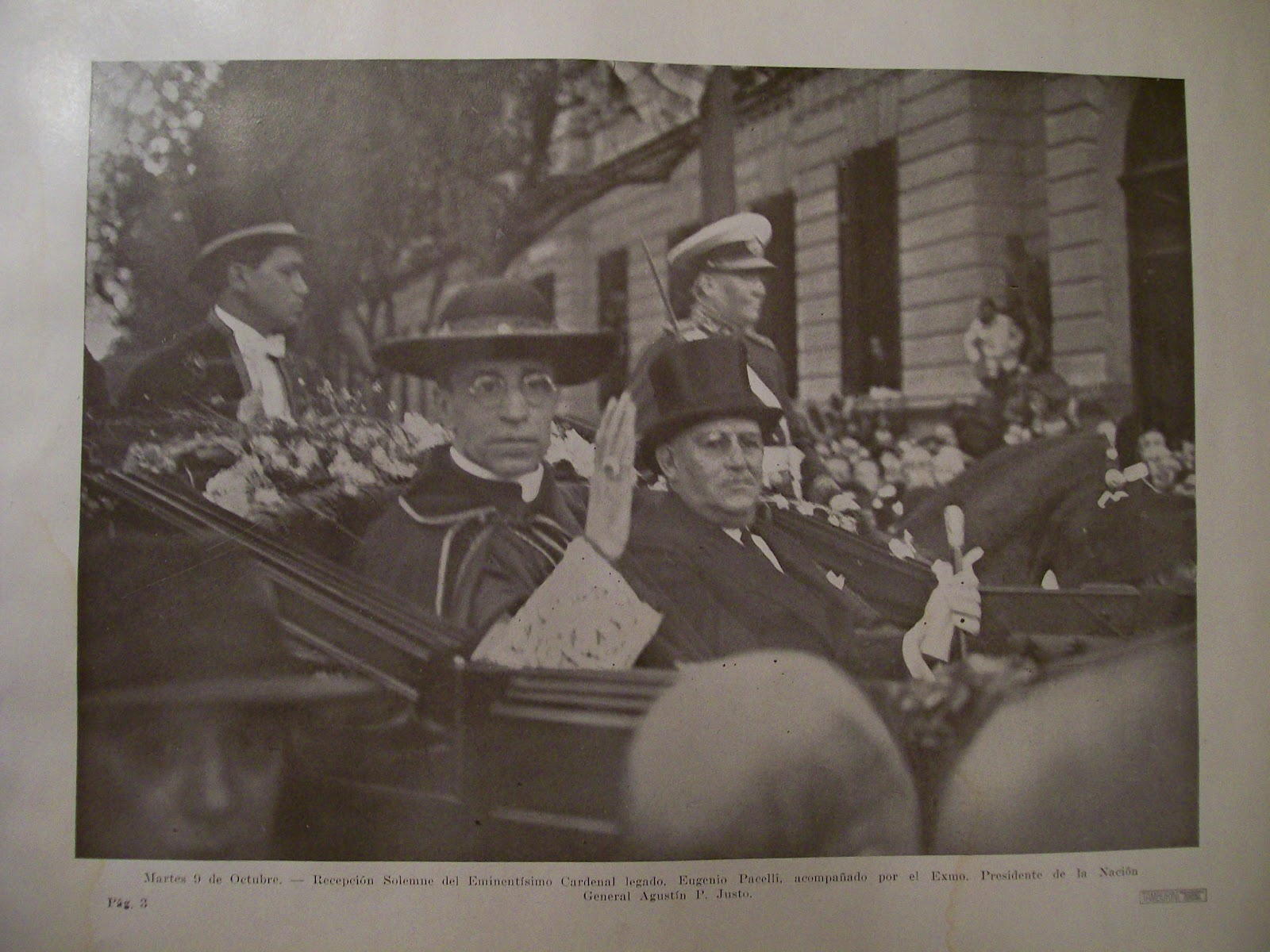
Cardenal Eugenio Pacelli, después Pío XII en 1934 junto al presidente argentino Agustín Pedro Justo

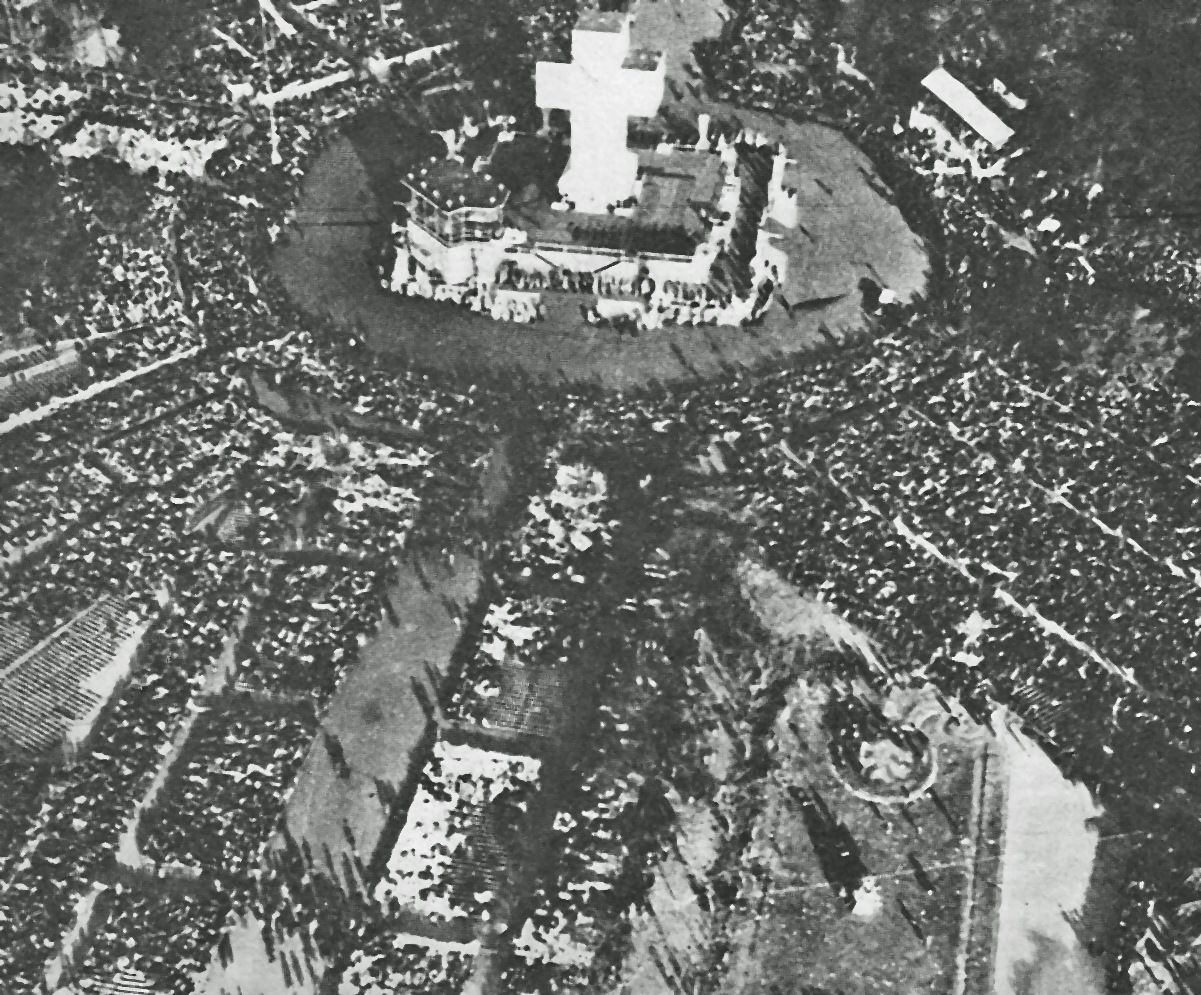
Congreso Eucarístico celebrado en Buenos Aires en el año 1934

El XXXII Congreso Eucarístico Internacional de 1934 se realizó en Buenos Aires, Argentina entre el 9 y el 14 de octubre de 1934 Sin la presencia del Papa Pío XI,  pero con la presencia del Cardenal Eugenio Pacelli, quien sería el futuro papa Pío XII. Fue el primero en celebrarse en América Latina y el tercero en América después de los realizados en Montreal y Chicago.
El mismo día que el mártir Héctor Valdivielso Sáez —el primer santo argentino— entregó su vida el 9 de octubre, comenzó el Congreso Eucarístico Internacional de 1934 que marcó un renacimiento del catolicismo argentino, un hito a partir del cual se inició una vida nueva de la Iglesia en la Argentina, aumentaron las diócesis, crecieron las vocaciones, se construyeron nuevas parroquias, y el laicado cobró conciencia de su importancia en la Iglesia. Por la magnitud de las multitudes que asistieron a los actos públicos, nunca antes vistas, fue el hecho de masas más importante del país hasta esa fecha y, para algunos historiadores, la movilización más grande que se haya producido en la Argentina hasta la fecha.

### Décadas del 40 y 50: de la crisis al concordato

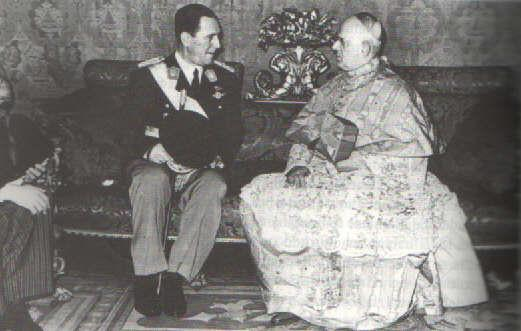
Presidente Juan Domingo Perón y el Arzobispo de Buenos Aires Santiago Luis Copello en 1949

Las relaciones mejoraron a principios del siglo XX, con varias administraciones conservadoras trabajando con la Santa Sede para sentar las bases de una relación mutuamente aceptable, que implicó, entre otras cosas, la permisividad estatal hacia la educación religiosa en las escuelas públicas. Derrocado el gobierno de la Década Infame, la dictadura subsiguiente y los ocho primeros años del gobierno de Juan Domingo Perón presenciaron la continuidad de la fluida relación entre Estado e Iglesia católica.
A fines de 1954, por razones que nunca se explicaron del todo, el presidente Perón rompió relaciones con la Iglesia católica e inició un enfrentamiento con la misma, durante el cual el gobierno suprimió el carácter de días no laborables a ciertas festividades religiosas católicas,excepción de Navidad y Viernes Santo, introdujo la ley de divorcio, permitió la apertura de establecimientos para ejercer la prostitución, prohibió las manifestaciones religiosas en los lugares públicos, y la municipalidad de Buenos Aires prohibió a los comerciantes exponer pesebres u otras figuras religiosas en conmemoración de la Navidad.

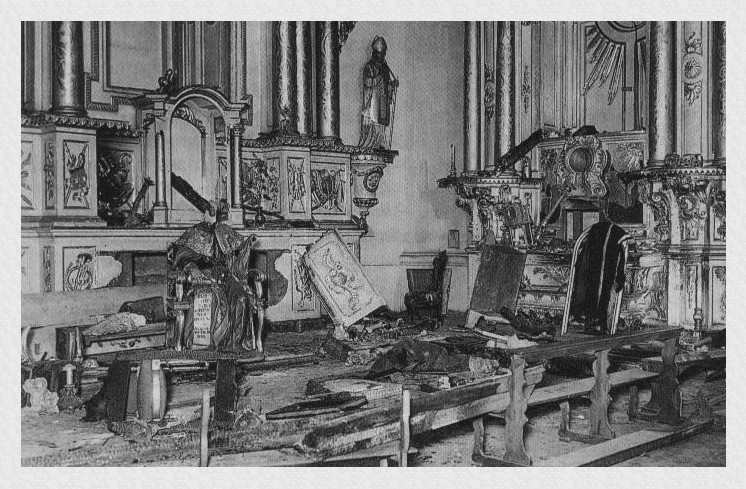
Iglesia de San Ignacio después de la quema de iglesias del 16 de junio de 1955 perpetrada por los seguidores del presidente Juan Domingo Perón

El 11 de junio de 1955, pese estar prohibida por el Congreso Nacional Argentino, se realizó la celebración pública de la fiesta de Corpus Christi, con una concurrencia estimada en unas 200.000 personas. Entre los que se encontraban liberales, socialistas, comunistas, laicistas y ateos.
El presidente Perón ordena más de 300 detenciones, en los que se encontraban sacerdotes, párrocos, y dirigentes católicos, entre otros. El gobierno acusó a los manifestantes, además de por los daños, de haber quemado una bandera argentina y se abrió una investigación judicial.
El 15 de junio la Unión Cívica Radical junto a los comunistas convocan a “luchar unidos por la libertad de los curas democráticos”
Al día siguiente, un grupo de choque afín al peronismo, la Alianza Libertadora Nacionalista, intentó quemar la catedral de Buenos Aires, acción que fue impedida por miembros de la Acción Católica Argentina y la UNES.
El 16 de junio de 1955 se produjo un intento de golpe de Estado y de asesinato del presidente Perón, que derivó en el bombardeo de Plaza de Mayo y sus adyacencias, con el saldo de más de 308 civiles asesinados, entre los que se encontraban seis menores de edad, nueve granaderos y treinta extranjeros.
En respuesta, manifestantes peronistas destruyeron varias iglesias y se produjeron unos 800 encarcelamiento de presos políticos, entre ellos centenares de sacerdotes, como los obispos Miguel de Andrea y Gustavo Franceschi, y sólo en la Provincia de Buenos Aires cerca de mil curas quedaron detenidos e incomunicados.

### Los años 60, 70 y 80

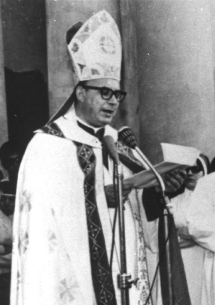
Obispo argentino Enrique Angelelli (1923-1976), asesinado durante la última dictadura Argentina.

Desde mediados de la década del 60, las relaciones entre iglesia y Estado se caracterizaron por conflictos con organizaciones guerrilleras de izquierda, conflictos sobre abusos contra los derechos humanos y las injusticias económicas endémicas. Durante este período la teología de la liberación alcanzó un gran auge, que coincidió con el período ascendente de las agrupaciones armadas de izquierda, a la cual adscribieron algunos sacerdotes y numerosos laicos católicos. Con el incremento de la violencia política durante el llamado tercer peronismo.
En la década del 70,  con el gobierno de María Estela Martínez de Perón, algunos religiosos y laicos son asesinados por la Triple A. Uno de los casos más conocido es el asesinato del padre Carlos Mugica, quien fue ametrallado el 11 de mayo de 1974.
En 1976, con la dictadura militar al mando del país, la Iglesia Católica Argentina comienza a denunciar los abusos y la falta de derechos humanos en el país.
Las primeras víctimas de la Iglesia aparecieron en la provincia de La Rioja, el 18 de julio de 1976 cuando el párroco francés Gabriel Longueville y el sacerdote Carlos de Dios Murias fueron secuestrados en la parroquia El Salvador, de El Chamical, y sus cuerpos fusilados. La Iglesia católica reconoció el martirio de estos religiosos en 2018, junto a otras víctimas del llamado Proceso de Reorganización Nacional.
La siguiente víctima fue el obispo de La Rioja monseñor Enrique Angelelli, cuya muerte ocurrió el 4 de agosto de 1976, en un accidente automovilístico confuso, cuando viajaba a Buenos Aires con la denuncia sobre el secuestro y homicidio de los dos sacerdotes.
Otras víctimas de 1976 fueron los religiosos de la masacre de San Patricio. En 2001 se abrió el proceso de canonización de los cinco religiosos martirizados por la dictadura militar.

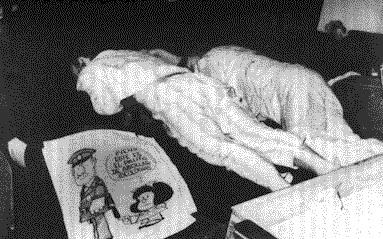
Foto forense de los cuerpos de los sacerdotes Palotinos al ser hallados, y una caricatura de Mafalda dejada por los perpetradores. Este hecho se denomino como la Masacre de San Patricio.

Según el Movimiento Ecuménico por los Derechos Humanos, al menos dieciocho sacerdotes fueron asesinados o figuran como desaparecidos, otros diez curas estuvieron presos en la dictadura; treinta fueron secuestrados y derivados a los centros clandestinos de detención y luego liberados; once seminaristas fueron asesinados o figuran como desaparecidos y se cree que son más de medio centenar los católicos laicos víctimas de la represión ilegal.
En 2016 el Papa Francisco, abrió los archivos del vaticano y desclasifico los documentos de la época de la dictadura, aunque solo tuvieron acceso a los archivos las víctimas, los que fueron detenidos, sus familiares y religiosos superiores de las víctimas que fueron monjas o curas.
Según las fuentes, el Papa Francisco salvo la vida de más de 25 personas en la última dictadura militar Argentina. Aldo Duzdevich, político y guerrillero argentino, quien integró Montoneros, relato de esta forma el trato del Papa Francisco a Jorge Rafael Videla para liberar a los detenidos en la ESMA:

«Videla iba a misa en una capilla en Campo de Mayo. Entonces Bergoglio le pide al sacerdote de turno que se enferme, para ir a dar la misa él y después de la misa le dice a Videla "quiero que me devuelvan a los dos jesuitas". Ahora, en esta historia que se ha contado tantas veces se hace omisión de los otros cuarenta que no aparecieron nunca más. Y se carga sobre los dos jesuitas que, lo contaron ellos, no les aplicaron la picana eléctrica… Lo que pasaron no podemos decir que fue divertido ni lindo. Estuvieron encadenados, estuvieron»
Aldo Duzdevich, integrante de Montoneros, y exguerrillero argentino sobre el Papa Francisco.

Según, Adolfo Pérez Esquivel, Premio Nobel de la Paz, fueron muchos los obispos que pidieron la liberación de sus sacerdotes:

«A Bergoglio se le cuestiona porque se dice que no hizo lo necesario para sacar de la prisión a dos sacerdotes, siendo él el superior de la congregación de los Jesuitas. Pero yo sé personalmente que muchos obispos pedían a la junta militar la liberación de prisioneros y sacerdotes y no se les concedía»
Pérez Esquivel, Premio Nobel de la Paz argentino sobre el Papa Francisco.

### Retorno a la democracia

Raúl Alfonsín recibe del presidente de facto Reynaldo Bignone la banda presidencial en la Casa Rosada.

El 10 de diciembre de 1983 asume como presidente de Argentina Raúl Alfonsín, siendo este un gobierno constitucional.  Una de las medidas que toma en 1987 es presentar en el Congreso nacional la Ley de divorcio vincular, haciendo que la Iglesia católica en Argentina se oponga tras un tenso debate. Este fue uno de los mayores desacuerdos que hubo entre el gobierno de Raúl Alfonsín y la Iglesia católica en el país. También se debatieron en la década del 80 la situación de los niños nacidos fuera del matrimonio, y otros temas que generaron fuertes debates en el ámbito popular y eclesiástico. El 8 de julio de 1989 Carlos Saúl Menem asume el poder en Argentina. Pese a que era musulmán, abrazo la religión católica antes de llegar al sillón de Rivadavia.  En 1994 el entonces presidente Menem lleva a cabo al reforma constitucional de Argentina, entre las modificaciones, el congreso argentino decide dejar sin efecto el requisito de la fe del bautismo católico para llegar a la presidencia en el país.
Entre las causas llevadas en común entre el presidente Menem y la Iglesia católica se destacan el "Día del Niño por Nacer" que el propio Menem promovió en apoyo de la defensa de la vida del no-nacido. Menem fue reconocido por el papa Juan Pablo II por su dedicación a esta causa.
Sin embargo, años más tarde, varios obispos prominentes de la Argentina condenarían las políticas económicas de Menem debido a que resultaban en un notorio aumento de la pobreza.

### Relaciones entre la Iglesia y los gobiernos de Néstor y Cristina Kirchner

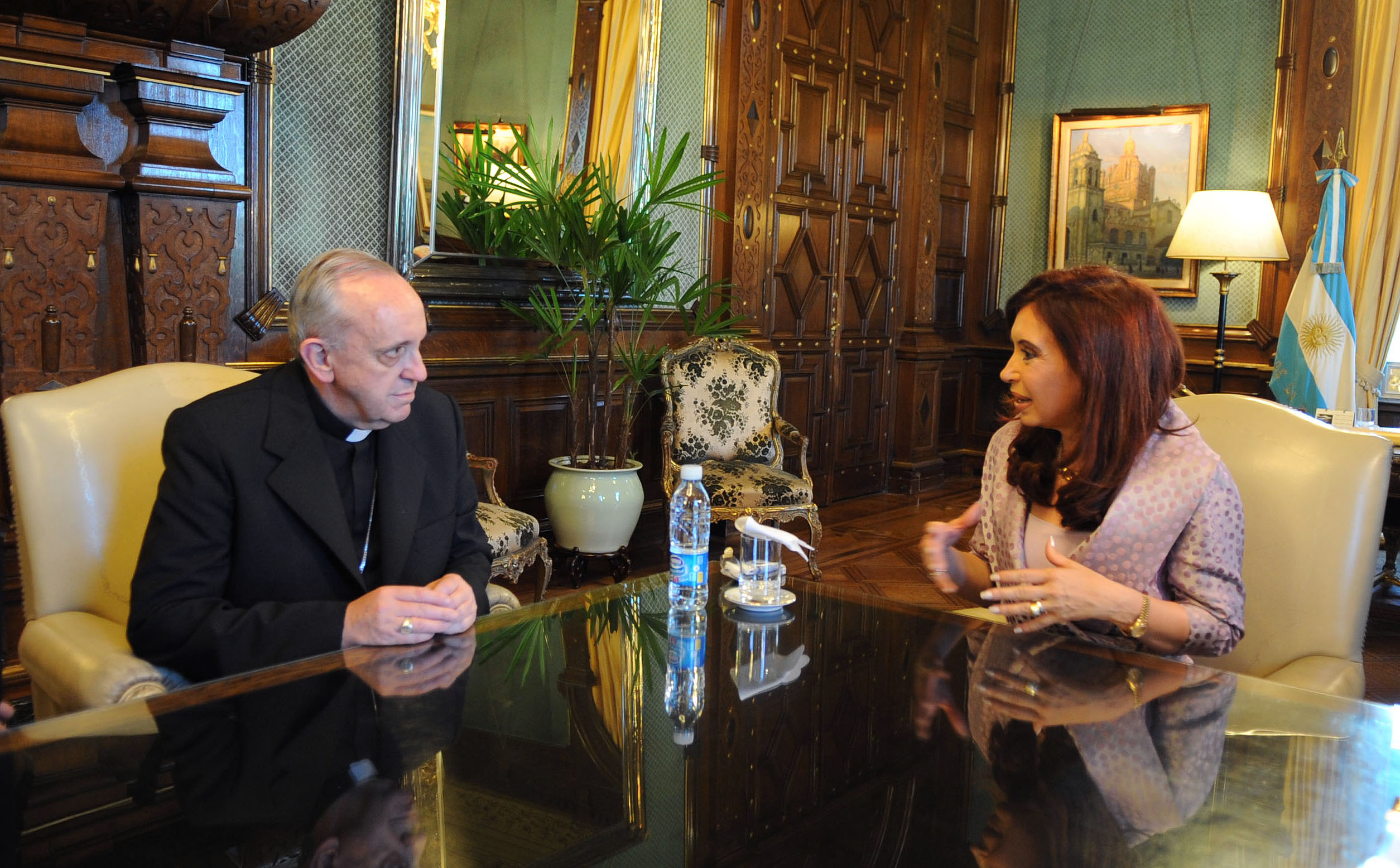
Jorge Mario Bergoglio cuando era arzobispo de Buenos Aires junto a la presidenta Cristina Fernández de Kirchner.

El presidente Néstor Carlos Kirchner llega al poder el 25 de mayo de 2003, para ese entonces Argentina se encontraba en una situación de extrema pobreza y con inflación. La situación del país y los cambios de los últimos años en el país hizo que la cúpula de la Iglesia católica apoyara en un principio a Néstor Kirchner. Sin embargo, un año más tarde se rompería la relación entre el presidente Kirchner y la Iglesia católica.
En el año 2004, en una homilía presidida por el primado de Buenos Aires, Jorge Mario Bergoglio, se criticó “el exhibicionismo y los anuncios estridentes” del gobierno de Kirchner, esto generó molestia dentro del gobierno argentino.
En 2005 Néstor Kirchner decide no asistir al Te Deum de la catedral metropolitana, siendo el primer mandatario de Argentina desde 1810 que rompe con la tradición. Esto fue debido a que la Iglesia católica crítico "el crecimiento escandaloso de la desigualdad". Néstor Carlos Kirchner fue sucedido en el año 2007 por su esposa, Cristina Fernández de Kirchner, que se define como católica. Una de las primeras reuniones que tuvo la entonces presidenta fue con la cúpula de la Iglesia católica.

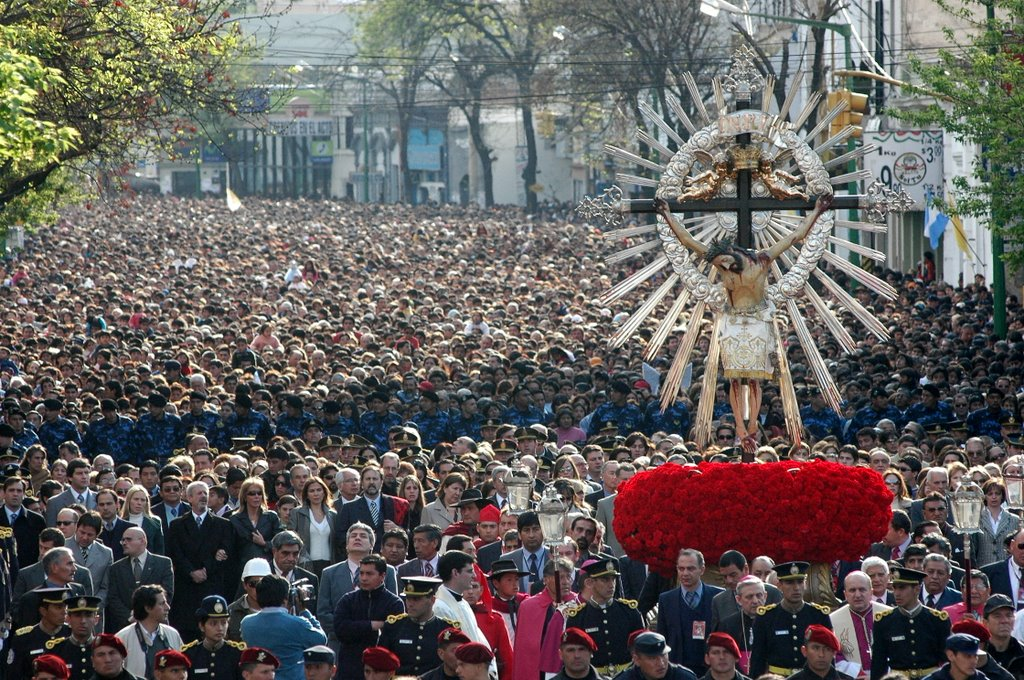
Multitudinaria procesión en el Noroeste Argentino en enero de 2004.

En mayo de 2008, el gobierno nacional se embarca en un conflicto con las entidades agropecuarias al querer subir las Impuestos a las exportaciones. Este conflicto hace que la Iglesia católica le pida "Un gesto de grandeza" al gobierno e hizo un llamado a la unidad nacional.
Pese a estos puntos divergentes la presidenta manifestó varias veces su oposición a la legalización del aborto durante sus dos mandatos.  A poco de asumir su segundo mandato la presidenta reafirmó esta postura en una reunión de más de 45 minutos que mantuvo con la cúpula del episcopado. y bloqueó el debate en la Cámara de diputados cuando integrantes de su partido propusieron llevarlo adelante vaciando la comisión correspondiente.
Asimismo, al momento de enviar al Congreso el proyecto de Código Civil y Comercial aprobado en 2015, Cristina Kirchner hizo lugar a varias demandas de la Iglesia entre las que se cuentan: la consideración del inicio de la vida desde la concepción, la filiación post mortem y la prohibición de maternidad por subrogación de vientres.
En 2013 el entonces arzobispo de Buenos Aires, cardenal Jorge Mario Bergoglio, es elegido máxima autoridad de la Iglesia católica y el Estado Vaticano. Esto llevó a una mejora en las relaciones entre la Iglesia católica y el gobierno nacional. La presidenta se reunió repetidamente con el papa, en Roma y en otros países, y su relación como mandatarios fue muy fluida.

### Relaciones entre la Iglesia y Mauricio Macri

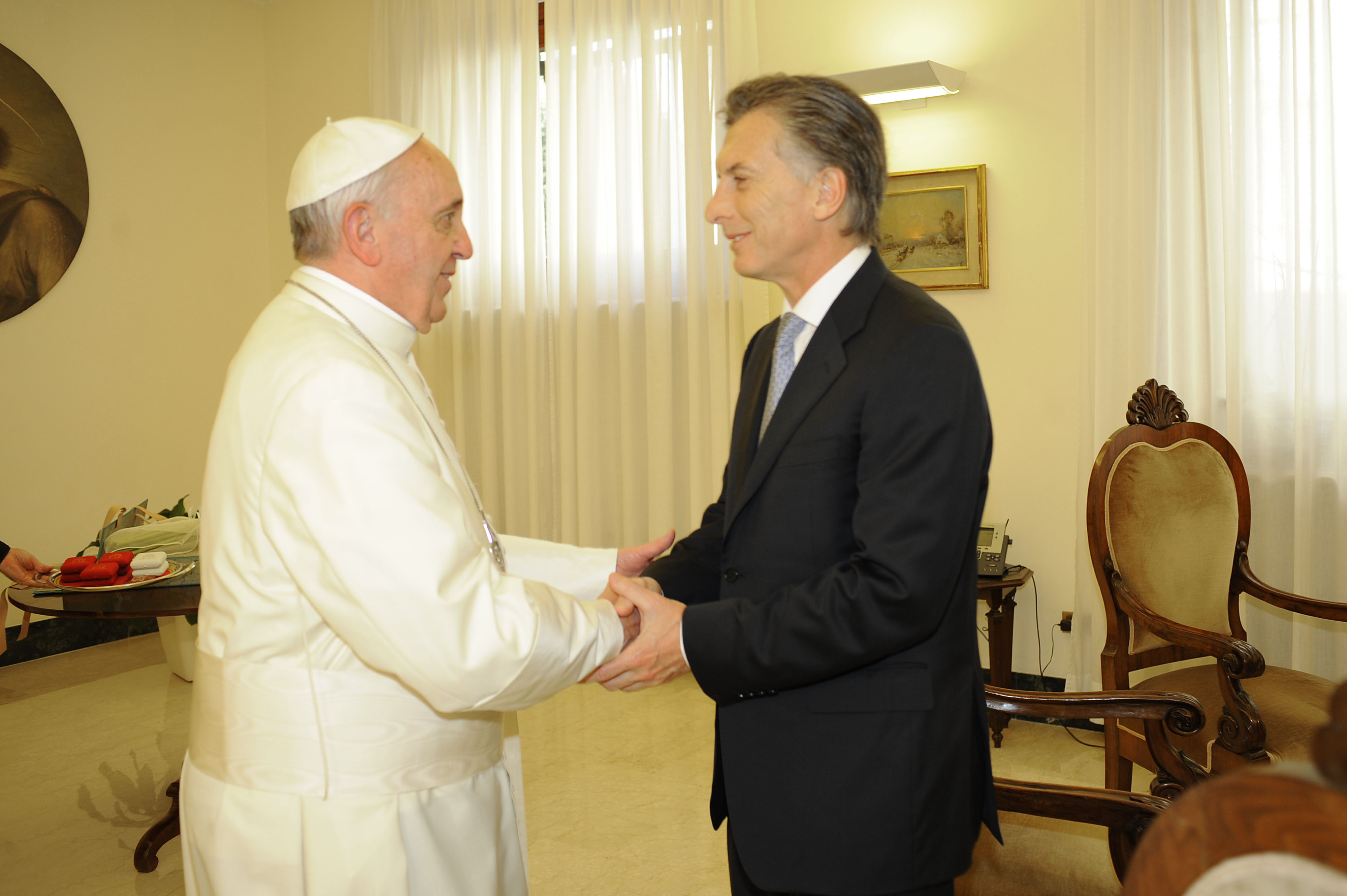
Mauricio Macri junto al ex Primado de la iglesia católica en Argentina, actual Papa Francisco, el 19 de septiembre de 2013.

Mauricio Macri es elegido presidente de Argentina el 22 de noviembre de 2015, su política social y económica fue totalmente contraria a los gobiernos de Néstor y Cristina Kirchner. Las relaciones entre el gobierno de Macri y las máximas autoridades de la Iglesia católica fueron ásperas desde el principio, en especial, por los reclamos de los obispos ante la situación social país.
En 2018 el presidente Macri decide mandar al congreso la ley del aborto, esta ley, pese a que no saldría ese año, termina quebrando la poca relación que existía entre el gobierno y la Iglesia católica. A fines del 2018 los obispos deciden no pedir la audiencia tradicional de fin de año con el presidente.

### Relaciones entre la Iglesia y Alberto Fernández

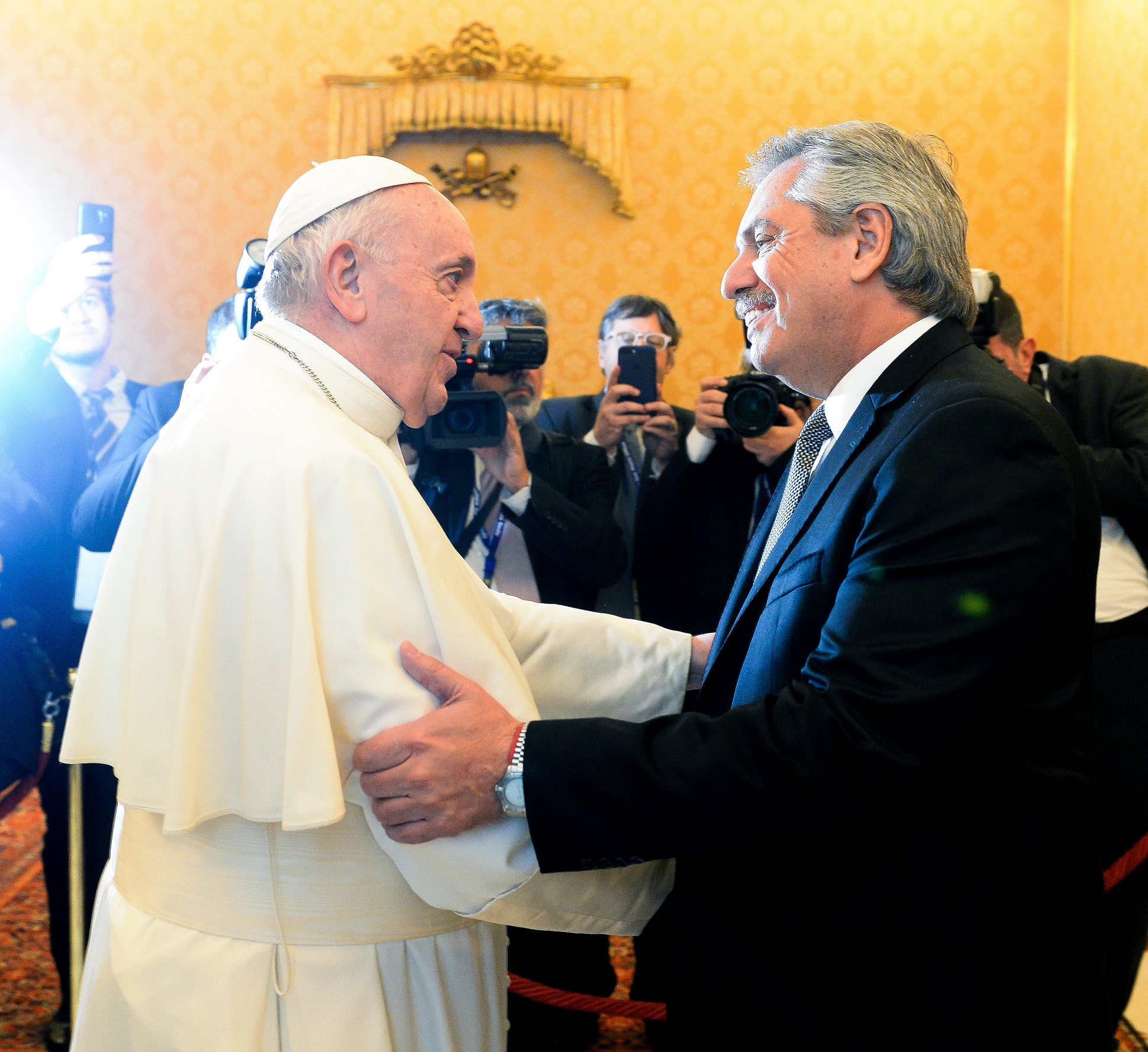
El presidente Alberto Fernández saluda al papa Francisco antes del inicio de la reunión en el Palacio Apostólico.

Alberto Fernández asume la presidencia de la Nación Argentina el 10 de diciembre de 2019, en ese entonces la Argentina se encontraba en una situación crítica, tanto social como económica, esto hace que el gobierno de Fernández trabaje con todas las religiones del país, incluida la católica, en la entrega de alimentos a las personas que estaban en una situación vulnerable. También se crea el Plan contra el Hambre, en donde se incluye a gran parte de la cúpula católica y movimientos sociales, como referentes políticos del país.
A fines del 2019, el gobierno decide enviar al congreso la ley de aborto, esto hace que se quiebren las relaciones entre el gobierno de Alberto Fernández y la Iglesia católica.  La ley se termina tratando en diciembre de 2020, haciendo que la Conferencia Episcopal Argentina junto a un gran grupo de sectores evangelistas se reúnan en contra de la ley.
El 30 de diciembre de 2020 la Conferencia Episcopal Argentina junto a grupos evangélicos y la religión islámica en el país, rechazaron la ley del aborto, y en un comunicado de prensa expresaron que la ley solo busca crear divisiones entre argentinos.
Pese a que las relaciones entre el gobierno argentino y la Conferencia Episcopal de Argentina no fueran buenas por la salida de la ley del aborto, el Papa Francisco se termina reuniendo con el presidente Fernández el 13 de mayo de 2021, a pedido del gobierno argentino, que le había pedido una audiencia en busca de ayuda en las negociaciones con el fondo monetario internacional.

## Papa argentino

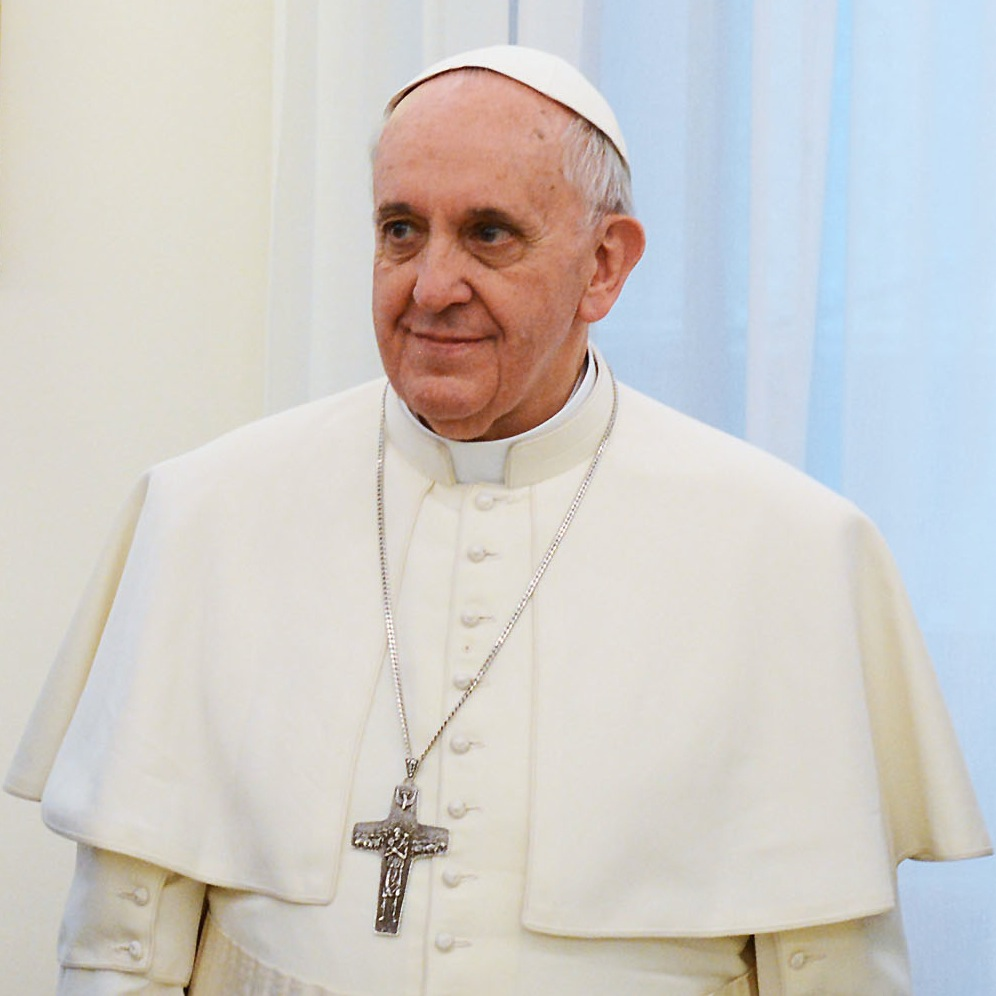
Francisco, el primer papa de la Iglesia católica nacido en América.

Jorge Mario Bergoglio antes de entrar en el seminario como novicio de la Compañía de Jesús, trabajó como técnico químico. Entre 1964 y 1965 fue profesor de Literatura y Psicología en la escuela jesuita Inmaculada Concepción de Santa Fe.
En 1969 fue ordenado sacerdote y entre los años 1973 y 1979 fue el superior provincial de los jesuitas en Argentina. Entre 1980 y 1986 fue rector del Colegio Máximo y de la Facultad de Filosofía y Teología del Partido de San Miguel. Luego de un breve paso por Alemania y por Buenos Aires, se estableció en la provincia argentina de Córdoba durante seis años.
El 20 de mayo de 1992 Juan Pablo II lo designó obispo titular de la diócesis de Oca y uno de los cuatro obispos auxiliares de la arquidiócesis de Buenos Aires. El 3 de junio de 1997 fue designado arzobispo coadjutor de Buenos Aires con derecho a sucesión, por lo que ocupó el cargo de su mentor en el episcopado tras su muerte, el 28 de febrero de 1998, convirtiéndose también en el gran canciller de la Universidad Católica Argentina.
El 21 de febrero de 2001 el Papa Juan Pablo II lo designa cardenal presbítero de San Roberto Belarmino. El 2 de abril de 2005 fallece Juan Pablo II y Bergoglio es considerado como uno de los candidatos para ocupar el trono de san Pedro. Finalmente es elegido el alemán Joseph Ratzinger, quien adoptó el nombre papal de Benedicto XVI. Bergoglio se convierte en noviembre del 2005 presidente de la Conferencia Episcopal Argentina, cargo que tendría hasta el año 2011.
Bergoglio, entonces cardenal y arzobispo de Buenos Aires, es elegido el 13 de marzo de 2013 Papa de la Iglesia católica, jefe de Estado, y el octavo soberano de la Ciudad del Vaticano, esto tras la renuncia de Benedicto XVI al pontificado. Fue el primer papa proveniente de fuera del continente europeo, desde Gregorio III, quien ejerció el cargo en el siglo VIII, el primero de América y el primer jesuita. Tomó el nombre de Francisco, debido al santo san Francisco de Asís, quien se ocupaba de los pobres y de los descartados por la sociedad. Su pontificado siguió esa línea, presentándose sobrio y humilde, más como obispo de Roma que como papa, visitando cárceles, centros de personas con discapacidad y enfermos. Apostó por el dialogo interreligioso, firmando declaraciones conjuntas, y sus viajes apostólicos fueron hacia las periferias existenciales, evitando los países más desarrollados. Fue reformista de la Curia Romana mediante una nueva constitución, introduciendo a las mujeres en puestos de poder dentro del país, la realización de varias asambleas de obispos y el endurecimiento de las penas para los delitos contra menores.
El 27 de abril de 2014 el papa Francisco llevaría a cabo la canonización de Juan Pablo II y Juan XXIII, como invitado especial estaba el emérito Benedicto XVI, lo que haría que fuera un día histórico para la Iglesia católica por el hecho de estar dos Papas  presentes en una ceremonia de canonización.
Francisco murió en la mañana del 21 de abril de 2025, a la edad de 88 años, en su piso de la residencia de Santa Marta, producto de un accidente cerebrovascular, que le provocó un estado de coma y un paro cardiorespiratorio. Había luchado en los últimos meses de vida con una neumonía bilateral.

## Juan Pablo II

### Viaje apostólico de Juan Pablo II (1982-1987)
El primer viaje apostólico de un Papa a la Argentina tuvo lugar en 1982, cuando finalizaba la guerra de las Malvinas: Juan Pablo II tenía prevista un viaje apostólico Inglaterra en mayo de 1982, esta visita era muy importante para las relaciones ecuménicas con la Iglesia anglicana Al haber estallado la guerra entre Argentina e Inglaterra el Papa decide visitar Argentina.
Según el mismo Papa Juan Pablo II explica en su carta enviada a los fieles católicos, su viaje es uno de los más inusuales de su papado, ya que no tenía previsto visitar al país ese año. Sin embargo, sabiendo que tendría que visitar Inglaterra, decidió también visitar Argentina para no ofender al país que se estaba disputando las islas Malvinas.
Juan Pablo II pisa suelo argentino el 11 de junio de 1982, según sus propias palabras, viene a la Argentina como “mensajero de paz”. Su viaje duro dos días, cuatro días después de la partida del Papa, el conflicto entre Inglaterra y Argentina termina.
Durante 1987 se produjo el segundo viaje apostólico del papa Juan Pablo II a la Argentina, con importante participación de la juventud, ya que durante este segunda visita se realizó la primera Jornada Mundial de la Juventud, una iniciativa del papa y del cardenal argentino Eduardo Pironio. Fue durante la misma que se entonó por primera vez un cántico que después recorrerá toda América y el mundo: "Juan Pablo segundo, te quiere todo el mundo".

## Crisis

### Pandemia de COVID-19 y crisis argentina (2019-2021)
A fines de 2019 se desató en Argentina la pandemia de COVID-19, lo que hizo que el gobierno argentino tenga que tomar medidas drásticas en un comienzo, como suspender vuelos al país y pautas de entrada y salida del territorio argentino, en el llamado Aislamiento Social Preventivo y Obligatorio. Si bien estas medidas no afectaron las reuniones religiosas, en marzo de 2020, el presidente de la Nación Alberto Fernández decide crear el decreto 297/2020. Este decreto produciría que no puedan haber reuniones de ninguna índole, es por esto, que la Conferencia Episcopal de Argentina decide que se emitan las misas de manera virtual por redes sociales. Esta decisión también fue llevada a cabo por la cúpula de la Iglesia católica en Roma.
El 3 de octubre de 2020 se llevó a cabo, por primera vez en la historia, la peregrinación virtual a Luján, esta peregrinación es la más grande del país en cuanto a fieles. Quien tomó la decisión de que se haga de forma virtual fue el arzobispo Mario Poli. Lo mismo sucedería meses más tarde, cuando el arzobispado de Luján prohibiera, debido a la pandemia de COVID-19 y en acatamiento del decreto presidencial, suspender la celebración del 8 de diciembre, día de la inmaculada concepción.

## Financiamiento
Manuel Belgrano, Alberdi y separación Iglesia, estado argentino (1810-2018)
Manuel Belgrano, quien es considerado prócer dentro del estado argentino, fue uno de los primeros militares argentinos que, siendo profundamente religioso, en la revolución de Mayo, pide que se sostengan los valores católico en el país.

«“… la religión es el sostén principal e indispensable del Estado y el apoyo firme de las obligaciones del ciudadano. Riámonos de las virtudes morales, que no estén apoyadas por nuestra Santa Religión.”»
( periódico “Correo de Comercio”, que dirigirá Manuel Belgrano en 1810).

En 1953 es el político Juan Bautista Alberdi, autor intelectual de la Constitución argentina de 1853, quien da las bases para el artículo 2 de la Constitución Argentina de esta forma en Bases y puntos de partida para la organización política de la República Argentina:

«“Será necesario, pues, consagrar el catolicismo como religión de Estado, pero sin excluir el ejercicio público de los otros cultos cristianos. La libertad religiosa es tan necesaria al país como la misma religión católica. Lejos de ser inconciliables, se necesitan y completan mutuamente. La libertad religiosa es el medio de poblar estos países. La religión católica es el medio de educar esas poblaciones. Por fortuna, en este punto, la República Argentina no tendrá sino que ratificar y extender a todo su territorio lo que ya tiene en Buenos Aires hace 25 años [se refiere a la tolerancia para con las Iglesias protestantes]. Todos los obispos recibidos en la República de veinte años a esta parte han jurado obediencia a esas leyes de libertad de cultos. Ya sería tarde para que Roma hiciese objeciones sobre ese punto a la moderna constitución de la nación.”»
(Bases y puntos de partida para la organización política de la República Argentina,Juan Bautista Alberdi ).

La Iglesia católica hasta el 2018 contaba con financiación estatal, sin embargo, debido a la crisis en la que estaba sumergido el país y por diferencias con el gobierno del entonces presidente argentino, Mauricio Macri, la Conferencia Episcopal Argentina decide hacer un plan para acelerar la renuncia de los fondos que le otorgaba el estado, que hasta el momento eran de unos 130 millones de pesos anuales. También en el año 2018 la Iglesia católica en Argentina idea el "plan compartir", este consistía en buscar generar transparencia en la economía dentro de la Iglesia y generar conciencia entre los fieles católicos sobre los gastos en los que incurre la Iglesia católica.

## Programa Fe
Luego de que la Iglesia católica en Argentina en el año 2018 haya decidido renunciar a los fondos que le otorgaba el estado argentino, encara el programa Fe. este programa, si bien fue pensado en el año 2018, fue llevado a cabo en julio del año 2020. Este programa busca generar recursos propios.

## Cardenales de Argentina
1. Santiago Luis Copello (1880-1967): primer cardenal originario de Hispanoamérica y primero que ejerció el sacerdocio allí. Arzobispo de Buenos Aires (1932-1959) y Primado de Argentina (1936-1959), fue nombrado Cardenal el 16 de diciembre de 1935 por Pío XI.
2. Antonio Caggiano (1889-1979): Arzobispo de Buenos Aires (1959-1975) y participante del Concilio Vaticano II. Nombrado cardenal el 18 de febrero de 1946 por Pío XII.
3. Nicolás Fasolino (1887-1969): Arzobispo de Santa Fe (1934-1969), historiador y participante del Concilio Vaticano II. Nombrado cardenal en 1967 por Pablo VI.
4. Raúl Primatesta (1919-2006): Arzobispo de Córdoba (1965-1998), nombrado cardenal el 5 de marzo de 1973 por Pablo VI.
5. Juan Carlos Aramburu (1912-2004): Arzobispo de Buenos Aires (1975-1990), participante del Concilio Vaticano II, Cardenal de los récords por nombrar a 10 obispos, ser el séptimo cardenal más longevo y nombrado obispo a los 35 años (el más joven de Argentina). Nombrado cardenal el 24 de mayo de 1976 por Pablo VI.
6. Eduardo Pironio (1920-1998): Obispo de La Plata y Mar del Plata, al ser amenazado de muerte por la Dictadura Argentina (1976-1983) fue trasladado a Roma donde ejerció cargos administrativos en la Santa Sede hasta llegar a ser Presidente del Pontificio Consejo para los Laicos y el creador junto a Juan Pablo II de la Jornada Mundial de la Juventud. Nombrado cardenal el 24 de mayo de 1976 por Pablo VI.
7. Antonio Quarracino (1923-1998): Arzobispo de La Plata (1985-1990) y de Buenos Aires (1990-1998), uno de los primeros sacerdotes en integrar y apoyar el Movimiento de Sacerdotes para el Tercer Mundo y participante del Concilio Vaticano II. Nombrado cardenal el 28 de junio de 1991 por Juan Pablo II.
8. Jorge María Mejía (1923-2014): Secretario de la Congregación para los Obispos (1994-2003), Archivero y Bibliotecario de la Santa Sede (1998-2003). Nombrado cardenal el 21 de febrero de 2001 por Juan Pablo II.
9. Jorge Mario Bergoglio (1936-2025): Arzobispo de Buenos Aires y primado de Argentina (1998-2013), fue elegido Papa el 13 de marzo de 2013. Nombrado cardenal el 21 de febrero de 2001 por Juan Pablo II.
10. Estanislao Esteban Karlic (1926-2025): Arzobispo de Paraná (1986-2003), nombrado cardenal el 24 de noviembre de 2007 por Benedicto XVI.
11. Leonardo Sandri (1943): ejerció cargos administrativos en la Santa Sede hasta ser Prefecto de la Congregación para las Iglesias Orientales y anunciante del fallecimiento de Juan Pablo II al mundo. Nombrado cardenal el 24 de noviembre de 2007 por Benedicto XVI.
12. Mario Aurelio Poli (1947): Arzobispo de Buenos Aires y primado de Argentina (2013-2023), sucesor de Jorge Mario Bergoglio. Nombrado cardenal el 22 de febrero de 2014 por Francisco.
13. Luis Héctor Villalba (1934): Arzobispo de Tucumán (1999-2011), nombrado cardenal el 14 de febrero de 2015 por Francisco.
14. Ángel Sixto Rossi (1958): Arzobispo de Córdoba (2021), nombrado cardenal el 30 de septiembre de 2023 por Francisco.
15. Luis Pascual Dri (1927): Sacerdote confesor en el Santuario Nuestra Señora del Rosario de Pompeya, nombrado cardenal el 30 de septiembre de 2023 por Francisco.
16. Víctor Manuel Fernández (1962): Arzobispo de La Plata (2018-2023) y prefecto del Dicasterio para la Doctrina de la Fe (2023), nombrado cardenal el 30 de septiembre de 2023 por Francisco.
17. Vicente Bokalic Iglic (1952): Obispo de Santiago del Estero (2013-2024), luego elevado arzobispo y primado de Argentina (2024), nombrado cardenal el 7 de diciembre de 2024 por Francisco.

## Conferencia Episcopal Argentina
La Conferencia Episcopal Argentina (CEA) es un organismo permanente de la Iglesia católica en Argentina que nuclea a los obispos católicos no retirados con cargo en ese país. Este organismo argentino está dividido en cuatro partes:
- Asamblea plenaria.[128]
- Comisión ejecutiva.[129]
- Comisión permanente.[130]
- Secretariado general.[131]

Esta organización eclesiástica también emite opiniones como representante del clero católico a nivel nacional sobre asuntos que, por su alcance social o económico, inciden en los fieles católicos de Argentina.

## Circunscripciones eclesiásticas de la República Argentina
La Iglesia católica en Argentina se divide en unidades administrativas territoriales llamadas diócesis y arquidiócesis. La capital de la nación Buenos Aires, por ejemplo, es una arquidiócesis debido a su tamaño y significación histórica. La arquidiócesis de Buenos Aires es gobernada por Mario Aurelio Poli, el actual arzobispo metropolitano. La Catedral Metropolitana de Buenos Aires, la sede del arzobispado, a su vez alberga los restos del libertador general José de San Martín en un mausoleo.

## Educación
Las órdenes religiosas manejan, administran y patrocinan cientos de escuelas primarias y secundarias a través de todo el territorio; en menor medida, también existen numerosas escuelas que son administradas por las diócesis.
Existen ocho Universidades Católicas en Argentina: Universidad Católica Argentina, la Universidad Católica de Córdoba, la Universidad Católica de La Plata, la Universidad Católica de Salta, la Universidad Católica de Santa Fe, la Universidad Católica de Cuyo, la Universidad Católica de las Misiones y la Universidad Católica de Santiago del Estero.

## Causas de los santos
Actualmente la Iglesia católica en Argentina tiene santos, beatos, venerables y siervos de Dios. Es la Conferencia Episcopal para las Causas de los Santos quien elabora y postula las causas.
- Véase: Anexo:Santos y beatos de Argentina